# Christian Martyn
Christian Martyn (* 23. Februar 2000 in Kanada) ist ein kanadischer Schauspieler, der mit seiner Kinderrolle in dem Weihnachtsfilm Allein zu Haus: Der Weihnachts-Coup bekannt wurde.

## Leben und Karriere
Christian Martyn hat schon während seiner Schulzeit mit der Schauspielerei begonnen. 2009 nahm er an Schauspielkursen in Los Angeles teil, wo Christian Martyn als bester Kinderschauspieler des Jahres einen Preis gewann. Nach dem erfolgreichen Vorsprechen für den Film The Snowmen bekam er 2010 seine erste große Rolle als Lucas Lamb. Es folgten kleiner Kinderrollen in der Serie zu dem gleichnamigen Film XIII – Die Verschwörung und auch Die Abenteuer von Chuck und seinen Freunden. 2012 folgte seine bisher bekannteste Rolle als Finn in Allein zu Haus: Der Weihnachts-Coup. Danach spielte er vorwiegend in Fernseh- und Netflix-Serien wie Northern Rescue, Top Wing – Helden mit zwei Flügeln, Norman Picklestripes oder Anne with an E.
Martyn hat einen älteren Bruder und eine ältere Schwester.

## Filmografie
- 2009: Too Late to Say Goodbye
- 2010: Snowmen
- 2011: XIII – Die Verschwörung (XIII: The Series, TV-Serie, 1 Folge)
- 2011: Gangsters
- 2011: Exit Humanity
- 2011: John A.: Birth of a Country
- 2011: Die Abenteuer von Chuck und seinen Freunden (The Adventures of Chuck & Friends)
- 2011–2012: Franklin und Freunde (Franklin and Friends)
- 2012: Allein zu Haus: Der Weihnachts-Coup (Home Alone: The Holiday Heist)
- 2012: Monster Math Squad
- 2013: Be My Valentine
- 2013: Go Wild! – Mission Wildnis (Wild Kratts, 1 Folge)
- 2013: Breakout
- 2014: The Christmas Parade
- 2017–2019: Anne with an E (16 Folgen)
- 2017–2019: Top Wing – Helden mit zwei Flügeln (Top Wing)
- 2019: Northern Rescue (7 Folgen)
- 2019: Norman Picklestripes
- 2019–2020; 2022: Workin’ Moms